# Secrets (álbum de Allan Holdsworth)
| Críticas profissionais | Críticas profissionais |
| Avaliações da crítica  | Avaliações da crítica  |
| Fonte                  | Avaliação              |
| ---------------------- | ---------------------- |
| Allmusic               | [ 1 ]                  |

Secrets é o sétimo álbum do guitarrista virtuoso inglês Allan Holdsworth. Foi lançado em 1989 sob o selo Intima Records. Em 2008, uma edição remasterizada foi lançada pelo selo Eidolon Efformation.

## Receptividade
Segundo a revista GuitarPlayer Brasil, Secrets é, juntamente ao álbum Metal Fatigue, de 1985, os dois trabalhos mais conhecidos do guitarrista.
Em uma entrevista dada em 2013 ao site MusicRadar, o baterista da banda Porcupine Tree, Gavin Harrison, elegeu este como um dos "10 álbuns essenciais a bateristas" . Já Patrick Mameli, guitarista e vocalista da banda de death metal Pestilence, elegeu este álbum como "o melhor álbum de fusionda história".

## Faixas
| N.º            | Título              | Compositor(es)                         | Duração |  |
| 1.             | "City Nights"       | Gary Husband                           | 2:33    |  |
| 2.             | "Secrets"           | Allan Holdsworth / Letra: Rowanne Mark | 4:22    |  |
| 3.             | "54 Duncan Terrace" | Allan Holdsworth                       | 4:34    |  |
| 4.             | "Joshua"            | Steve Hunt                             | 5:59    |  |
| 5.             | "Spokes"            | Allan Holdsworth                       | 3:32    |  |
| 6.             | "Maid Marion"       | Steve Hunt                             | 7:16    |  |
| 7.             | "Peril Premonition" | Chad Wackerman                         | 4:45    |  |
| 8.             | "Endomorph"         | Allan Holdsworth / Letra: Rowanne Mark | 4:19    |  |
| Duração total: | Duração total:      | Duração total:                         | 37:20   |  |

## Créditos musicais
- Allan Holdsworth – guitarra, SynthAxe, voz (faixa 7), engenheiro de som, mixagem, produção
- Rowanne Mark – vocais (faixa 2)
- Craig Copeland – vocais (faixa 8)
- Gary Husband – Teclados (faixa 1)
- Steve Hunt – Teclados (faixas 4, 6)
- Alan Pasqua – piano
- Vinnie Colaiuta – baterias (exceto faixa 7)
- Chad Wackerman – baterias (faixa 7), teclados (faixa 7)
- Jimmy Johnson – Baixo (exceto faixa 7)
- Bob Wackerman – Baixo (faixa 7)
- Claire Holdsworth – Voz (faixa 7)

### Demais créditos
- Jeffrey Ocheltree – efeitos de som
- Robert Feist – engenharia, mixagem
- Biff Vincent – engenharia
- Charlie Watts – engenharia
- Dan Humann – engenharia
- Bernie Grundman – masterização